# Sepideh Farsi

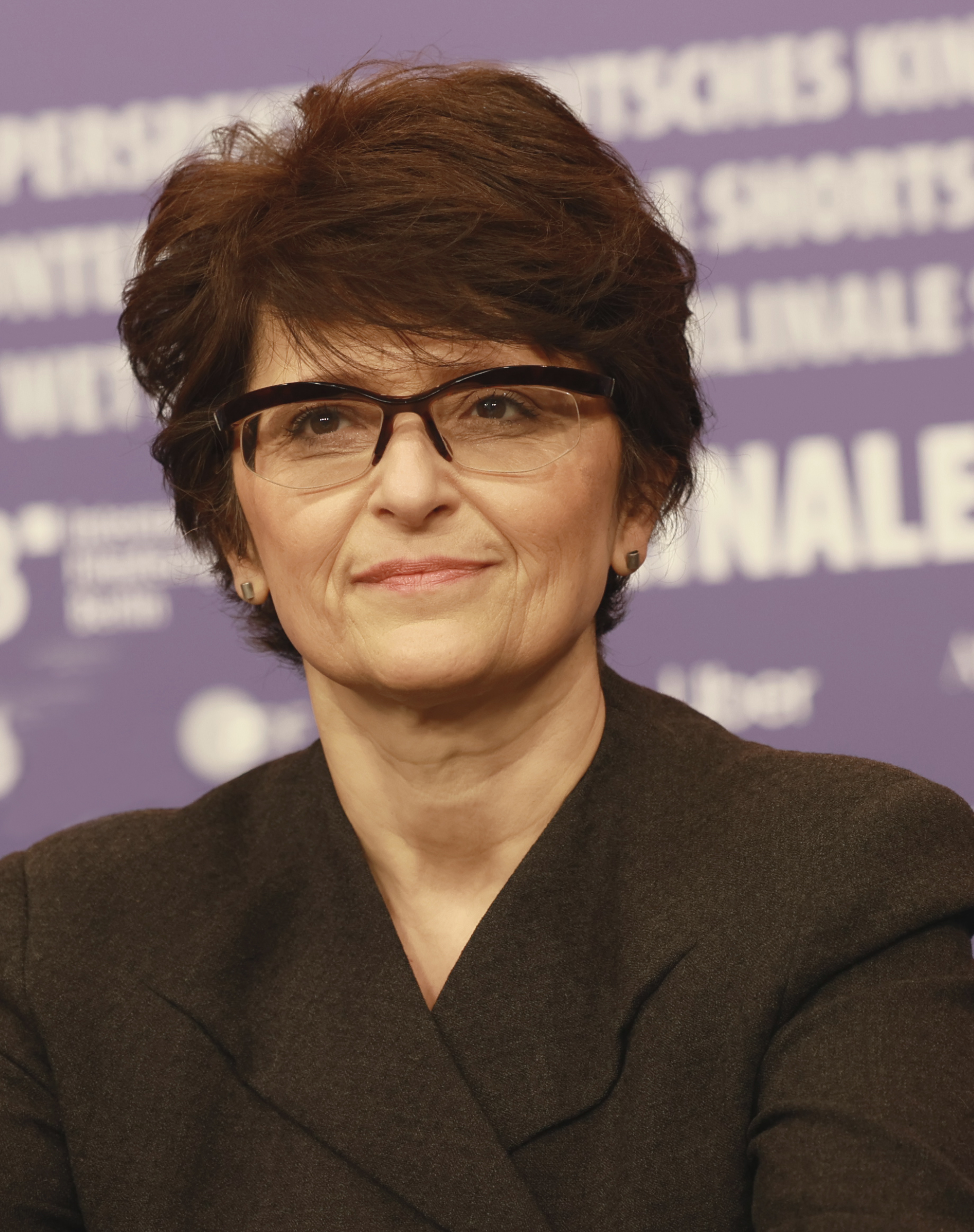
Farsi al Festival Internazionale del cinema di Berlino del 2023

Sepideh Farsi (persiano: سپیده فارسی; Teheran, 1965) è una regista iraniana.

## Biografia
Nata a Teheran nel 1965, Farsi ha lasciato l'Iran nel 1984 per recarsi a Parigi per studiare matematica. Qui ha sviluppato una passione per arti visive e ha sperimentato inizialmente la fotografia prima di realizzare i suoi primi cortometraggi. 
Una delle sue prime produzioni è un documentario dedicato alla diaspora iraniana, Il mondo è la mia casa. Ha continuato nel 2000 con Homi Sethna, regista, un cortometraggio sull'omonimo regista indiano che ha ricevuto il premio della Federazione Internazionale della Stampa Cinematografica al Festival di Bombay. Nel 2001 esce Men of Fire, dedicato ai vigili del fuoco di Teheran. Due anni più tardi, nel 2003 realizza un'opera di finzione sul tema dell'identità, Il viaggio di Maryam  , film tra finzione e reportage che segue l'itinerario di una giovane donna iraniana che vive a Parigi e torna a cercare il padre per le strade di Teheran, interrogando passanti e commercianti.
Nel 2007 ha girato un nuovo documentario, Harate e nel 2008 If it were Icarus. Nella primavera dell'anno successivo, ha girato Tehran senza permesso, ancora una volta durante i suoi viaggi a Teheran, con un telefono cellulare, a causa delle restrizioni del governo sulle riprese. Il film mostra vari aspetti della vita, tassisti, donne dal parrucchiere che parlano delle ultime mode, i giovani che parlano di droga, prostituzione e altri problemi della società e il rapper iraniano "Hichkas". Lo stesso anno è stata membro della giuria del Locarno International Film Festival. Dopo aver girato in Grecia Cloudy Greece nel 2013, l'anno successivo gira nello stesso paese Red Rose: una fiction con attori iraniani che evoca le rivolte studentesche e che, rompendo i tabù del cinema iraniano, include scene di sesso, ad evocare i rapporti tra la giovane generazione che protesta e la generazione che ha sfidato il regime di Shah. 
Nel 2023 è uscito il suo ultimo film, The Siren incentrato sull'inizio della guerra tra Iraq ed Iran nella città di Abadan. 

## Filmografia
- 1993: Northwind (Bād-e shomāl)
- 1997: Water dreams (Khab-e āb)
- 1998: Il mondo è la mia casa (Donyā khāne-ye man ast)
- 2000: Homi D. Sethna, regista
- 2001: Men of Fire (Mardān-e ātash)
- 2002: Il viaggio di Maryam (Safar-e Mariam)
- 2003: Sogni di sabbia (Khab-e khak)
- 2006: Il look (Negāh)
- 2007: Harat
- 2008: If it were Icarus
- 2009: Teheran senza autorizzazione (Tehrān bedun-e mojavvez)
- 2010: La casa sotto l'acqua (Zir-e āb)
- 2013: Cloudy Greece
- 2014: Rosa Rossa (Red Rose)
- 2023: The Siren (La Sirène)